# Розовый (Крым)
Ро́зовый (укр. Розовий, крымскотат. Rozovıy, Розовый) — посёлок на Южном берегу Крыма. Входит в Городской округ Алушта Республики Крым (согласно административно-территориальному делению Украины — в составе Изобильненского сельсовета Алуштинского горсовета Автономной Республики Крым).

## Население
| 2001 | 2014 |
| ---- | ---- |
| 245  | ↘227 |

Всеукраинская перепись 2001 года показала следующее распределение по носителям языка:
| Язык        | Число жит. | Процент |
| ----------- | ---------- | ------- |
| русский     | 199        | 81,22   |
| украинский  | 42         | 17,14   |
| белорусский | 2          | 0,82    |
| армянский   | 1          | 0,41    |

### Динамика численности
- 1989 год — 179 чел.[11]
- 2001 год — 245 чел.
- 2009 год — 195 чел.[12]
- 2014 год — 227 чел.[13]

## Современное состояние
На 2018 год в Розовом числится 2 улицы: Ароматная и Мирная; на 2009 год, по данным сельсовета, село занимало площадь 192,8 гектара на которой, в 85 дворах, проживало 195 человек. В посёлке действует фельдшерско-акушерский пункт. Розовый связан автобусным сообщением с Алуштой и соседними населёнными пунктами.

## География
Розовый расположен на Южном берегу Крыма, на южном склоне горы Чатыр-Даг, в долине реки Софу-Узень, в полукилометре от дороги P-34 Романовское шоссе, она же часть древнего тракта с южного берега через перевал Кебит-Богаз, высота центра села над уровнем моря 299 м. Находится в западной части территории горсовета, в 10 километрах от Алушты, ближайшая железнодорожная станция — Симферополь-Пассажирский — примерно в 49 километрах, ближайший населённый пункт Изобильное — в 4 км (по шоссе). Находится у самой кромки Крымского природного заповедника. Окружен горными полями, на которых выращивает лаванду и розу Алуштинский эфиромасличный совхоз-завод. Транспортное сообщение осуществляется по региональной автодороге 35Н-031 от Романовского шоссе (по украинской классификации — С-0-10105).

## История
Время образования посёлка пока не установлено, известно, что на 1960 год он уже существовал в составе Изобильненского сельсовета Алуштинского района. 1 января 1965 года, указом Президиума ВС УССР «О внесении изменений в административное районирование УССР — по Крымской области», Алуштинский район был преобразован в Алуштинский горсовет и Розовый включили в его состав. По данным переписи 1989 года в селе проживало 179 человек. С 12 февраля 1991 года село в восстановленной Крымской АССР, 26 февраля 1992 года переименованной в Республику Крым, а в 1994 году — в Автономную Республику Крым. С 18 марта 2014 года Розовый фактически входит в состав Республики Крым России, в рамках которой он с 5 июня 2014 года включён в городской округ Алушта.